# 寶川石五郎
寶川 石五郎（たからがわ いしごろう、1816年〈文化13年〉 - 1858年8月26日〈安政5年7月18日〉）は、雷部屋に所属した力士。大坂相撲時代には朝日山部屋、東京へ移行してからは粂川部屋にも所属していた。本名は佐伯 石五郎。

## 経歴
身長，体重とも不明だが、体格は大きく3尺（約90cm）の入り口では常に体を斜めにして入ったと伝わる。出身地は現在の香川県観音寺市(旧・讃岐国豊田郡。
最高位は西前頭筆頭。丸亀藩の抱え。
最初は4代朝日山（真鸖政吉）の弟子として大坂相撲で取り、その後東上して1840年10月初土俵（序二段附出し）。1848年1月新十両（東二段目10枚目となり十両相当となった）。1849年3月場所では7勝1敗1分の好成績を挙げ、優勝相当成績を挙げた。1850年11月場所に新入幕。1852年1月場所では西前頭7枚目で、7勝2敗1休の優勝同点。1853年7月8日（嘉永6年6月3日）、アメリカ海軍のペリーが浦賀に来航した際には、幕府が与えた200俵の米俵を何と一気に8俵もの米俵を担いで積み込んだというエピソードも残っている。幕内では僅か1場所しか負け越しが無く、しばしば優勝争いに絡み、当時の大関・小柳常吉には3勝を挙げるなど得意にしていた。しかし番付運が非常に悪く、遂に三役以上を経験する事は出来なかった。1858年1月場所後、当時江戸市中に流行したコレラに罹り、7月18日に死去。43歳（41歳及び42歳説もあり）だった。
幕内通算 15場所 62勝28敗12分2預29休の成績を残した。優勝相当成績1回（十両時代の1849年3月場所）。
改名歴は3回ある：鷲ヶ嶽→本山→寳川 石五郎。
墓は豊島区の南蔵院。また、歌川国貞によって描かれた浮世絵が現存し、江戸東京博物館に収蔵されている。